# Huascar Brazobán
Huascar Leandro Brazobán (Villa Mella, República Dominicana, 15 de octubre de 1989), más conocido como Huascar Brazobán, es un jugador profesional dominicano de béisbol que se desempeña en la posición de lanzador en New York Mets, equipo de las Grandes Ligas de Béisbol (MLB).

## Carrera
Brazobán hizo su debut en la MLB con el equipo Miami Marlins, en el cual jugó tres temporadas (2022-2024), después pasó a New York Mets, donde lleva jugando una temporada.